# Bogota: City of the Lost
Pour les articles homonymes, voir Bogota.
Pour plus de détails, voir Fiche technique et Distribution.
Bogota: City of the Lost (hangeul : 보고타: 마지막 기회의 땅. ; RR : Bogota: majimag gihoeui ttang ; litt. « Bogota : Terre de la dernière chance ») est un film sud-coréen réalisé par Kim Seong-je et sorti en 2024.
Il est présenté en avant-première mondiale au Festival international du film de Busan, en octobre 2024.

## Synopsis
Colombie, dans les années 1990. Gook-hee, 19 ans, avec sa famille, déménage à Bogota, souhaitant une vie meilleure. Pour commencer, il surmonte quelques difficultés dans les affaires risquées au milieu du marché noir,.

## Fiche technique
Sauf indication contraire ou complémentaire, les informations mentionnées dans cette section peuvent être confirmées par la base de données KMDb
- Titre original : 보고타: 마지막 기회의 땅[1]
- Titre international : Bogota: City of the Lost
- Réalisation : Kim Seong-je
- Scénario : Hwang Seong-goo et Kim Seong-je
- Musique : Jung Hyun-soo
- Décors : Lee Jong-geon
- Costumes : n/a
- Photographie : Lee Seong-jae
- Son : Kim Chang-Seop
- Montage : Kim Seon-min
- Production : Park Seong-il et Shin Beom-soo
- Sociétés de production : Subak Film Company[5] et Idioplan[6], en co-production avec PlusM Entertainment[7]
- Société de distribution : PlusM Entertainment
- Budget : 15 milliards de wons[5]
- Pays de production :  Corée du Sud
- Langue originale : coréen, espagnol
- Format : couleur — 1,85:1
- Genre : drame, policier, thriller
- Durée : 107 minutes
- Dates de sortie :
  - Corée du Sud : 3 octobre 2024 (Festival international du film de Busan)[2],[8] ; 31 décembre 2024 (sortie nationale)[9]
  - Monde : 3 février 2025 (Netflix)[10]
- Classification :
  - Corée du Sud : convient aux 15 ans et plus[11]

## Distribution
- Song Joong-ki : Gook-hee
- Lee Hee-joon (en) : Soo-yeong
- Kwon Hae-hyo : le sergent Park Jang-soo
- Park Ji-hwan (en) : Park, le patron
- Cho Hyun-chul (en) : Jae-woong
- Kim Jong-soo (en) : le père de Gook-hee
- Kim Tae-baek : Han Sang-in
- Kim Ho-jung

## Production

### Genèse
Le projet du film est né des souvenirs de Shin Beom-soo, producteur de la société Subak Film Company, en tant que jeune étudiant en Colombie, et ce dernier s'est confié au réalisateur Kim Seong-je qui, par la suite, a rencontré les immigrants sud-coréens, membres de la communautés coréenne : « Ils ont dit qu'au lieu d'aller vers un autre monde, ils se sentaient de plus en plus pris au piège dans une collectivité fermée. J'ai eu une idée à partir de là. ».
Il est co-produit avec PlusM Entertainment.

### Attribution des rôles
|  |

Le 18 juillet 2019, l'agence Blossom Entertainment annonce que Song Joong-ki est choisi pour le rôle d'un jeune immigrant installé en Colombie dans les années 1990. Quelques jours après, Cho Hyun-chul rejoint ce dernier.
En mars 2020, Lee Hee-joon y participe également dans un rôle principal.

### Tournage
Le tournage commence en janvier 2020, à Bogota, en Colombie. En mars, en raison de la pandémie de Covid-19, le gouvernement colombien ferme ses frontières : l'équipe de la production suspend le tournage après avoir tourné environ 40 % / 45 % et retourne en Corée du Sud,,. Le 11 mai, le producteur, Shin Beom-soo, de Subak Film Company déclare, au Sports Chosun, que la production n'est pas annulée et que le tournage reprendra dans leur pays cet été. En juin, le tournage est finalement reporté à l'année prochaine.
Le 24 mars 2021, Megabox JoongAng Plus M révèle la possibilité du retour à Bogota en été. Le 21 juin, le tournage a finalement lieu en Corée du Sud pendant trois mois,. En juillet, le tournage est à nouveau suspendu pour un moment : Song Joong-ki a été testé négatif, à la suite d'un contact avec une personne malade du Covid-19 hors production et s'est isolé selon le protocole. Le 15 juillet, cet acteur vient de sortir de sa quarantaine, et la production reprend le tournage. Le tournage s'achève le 6 octobre 2021,.
Il a également lieu à Carthagène des Indes (Bolivar), ainsi qu'à Chypre et dans les Caraïbes en Méditerranée,,.

## Accueil

### Festival et sorties
Bogota: City of the Lost était prévue de sortir en 2022.
Fin août 2024, il fait partie des cinq films dans la section « Korean Cinema Today – Special Premiere » du Festival international du film de Busan,. Fin septembre, le titre coréen 보고타 (« Bogota ») devient 보고타: 마지막 기회의 땅 (littéralement « Bogota : Terre de la dernière chance »). Il y est projeté le 3 octobre suivant, accompagné d'une conférence.
Il est projeté en avant-première, le 6 décembre 2024, au Megabox COEX, à Séoul. La distribution Plus M Entertainment confirme la date de sortie du film, ce 31 décembre, en Corée du Sud.
Il est diffusé à travers le monde, dont les pays francophones, le 3 février 2025, sur Netflix.

### Box-office
Bogota: City of the Lost se classe premier au box-office des films sortis au premier jour, avec 97 296 spectateurs. La semaine suivante, il descend à la troisième place, avec 13 972 spectateurs, pour un cumul de 336 349, s'élévant à 3,12 milliards de won. Deux jours après, c'est l'échec : il chute à la cinquième place avec 82 982 spectateurs, cumulant à 355 668, alors que le seuil de rentabilité est de 3 millions environ.

## Distinctions

### Nomination et sélection
- Festival international du film de Busan 2024 : section « Korean Cinema Today – Special Premiere »[8]